# Meroplius curvispinifer
Meroplius curvispinifer är en tvåvingeart som beskrevs av Ozerov 2004. Meroplius curvispinifer ingår i släktet Meroplius och familjen svängflugor.
Artens utbredningsområde är Namibia. Inga underarter finns listade i Catalogue of Life.